# Karma (luna)
Karma (grško Κάρμη: Kárme) je Jupitrov naravni satelit (luna). Spada med  nepravilne lune z retrogradnim gibanjem. Je članica Karmine skupine Jupitrovih lun, ki krožijo okoli Jupitra v razdalji od 23 do 24 Gm in imajo naklon tira okoli 165°. 
Luno Karma je leta 1938 odkril ameriški astronom Seth Barnes Nicholson na Observatoriju Mount Wilson . Sedanje ime je dobila šele leta 1975 , pred tem so jo imenovali Pan (sedaj je Pan ime Saturnove lune). Znana je tudi kot Jupiter XI (bila je enajsta odkrita Jupitrova luna). Ime je dobila po Karmi (ljubici Zevsa) iz grške mitologije.
Luna Karma ima premer okoli 46 km in obkroža Jupiter v povprečni razdalji 23,734.000  km. Obkroži ga v  približno 747  dneh po tirnici, ki ima naklon tira  165,54 ° glede na ekliptiko oziroma 167,53 °  na ekvator Jupitra. Njeno gibanje je retrogradno, kar pomeni, da se giblje v nasprotni smeri kot se vrti Jupiter. To kaže na to, da je verjetno ujeto nebesno telo. Luna Karma daje ime Karmini skupini  naravnih satelitov Jupitra, ki imajo podobne lastnosti tirnic. 
Njena gostota je ocenjena na 2,6 g/cm3, kar kaže, da je sestavljena iz kamnin. 
Površina lune je precej temna, ima odbojnost 0,04. Njen navidezni sij je 17,6 m.